# Pterocarpus soyauxii
Espèce
Classification APG III (2009)
Pterocarpus soyauxii, le padouk d’Afrique, autrefois connu sous le nom de bois de santal, bois corail, bois rouge ou de bois de teinture rouge, barwood par les marchands anglais du 19e siècle, est une espèce de plantes à fleurs du genre Pterocarpus et de la famille des Fabacées. C’est un arbre qui  pousse en Afrique tropicale et équatoriale.
Au XIXe siècle, les navires européens avaient l'habitude de compléter leur chargement d'ivoire, d'ébène, d'huile de palme et de caoutchouc avec le bois de cette essence. Son bois était utilisé pour faire un colorant végétal en poudre d’une couleur rouge ou pourpre. Ce colorant était par exemple utilisé pour les bandanas au Royaume-Uni.

## Répartition
Cette espèce est présente au Nigeria, au Bénin, au Cameroun, en Centrafrique, en Guinée équatoriale, au Gabon, au Congo-Brazzaville, au Congo-Kinshasa et en Angola.